# The Battle Rages On
Albums de Deep Purple
Slaves & Masters
(1990) Purpendicular
(1996)
The Battle Rages On est le quatorzième album studio du groupe de hard rock britannique Deep Purple sorti en 1993.
Joe Lynn Turner (ex-Rainbow) doit rendre la place de chanteur qu’il tenait depuis 1990 à Ian Gillan sous la pression des producteurs qui veulent ainsi fêter les 25 ans du groupe par la reformation du line-up emblématique de Smoke On The Water (et accessoirement assurer le succès du nouvel album après l’échec de Slaves & Masters). En plus de nouveaux titres, Gillan réécrit les morceaux initialement composés par Turner, ce qui déplaît totalement à Blackmore. L’album est rapidement enregistré avant le départ définitif de Blackmore à la fin de l’année, à cause de ses tensions avec Gillan. 
L'album sera longtemps laissé de côté pendant presque trois décennies, jusqu'à l'arrivée de Simon McBride dans le groupe en 2022. Avec son nouveau guitariste, le groupe réhabilite l'album en en jouant au moins un extrait, Anya. 

## Titres
Tous les morceaux sont écrits par Blackmore, Gillan et Glover, sauf indication contraire. 
1. The Battle Rages On (Blackmore, Gillan, Glover, Lord, Paice) – 5 min 57 s
2. Lick It Up – 4 min
3. Anya (Blackmore, Gillan, Glover, Lord) – 6 min 32 s
4. Talk About Love (Blackmore, Gillan, Glover, Lord, Paice) – 4 min 8 s
5. Time to Kill – 5 min 51 s
6. Ramshackle Man – 5 min 34 s
7. A Twist in the Tale – 4 min 17 s
8. Nasty Piece of Work (Blackmore, Gillan, Glover, Lord) – 4 min 37 s
9. Solitaire – 4 min 42 s
10. One Man's Meat – 4 min 39 s

## Musiciens
- Ritchie Blackmore : guitare
- Ian Gillan : chant, harmonica
- Roger Glover : basse
- Jon Lord : piano, orgue Hammond, claviers
- Ian Paice : batterie